# Nyctemera selecta
Nyctemera selecta là một loài bướm đêm thuộc phân họ Arctiinae, họ Erebidae.